# 橋本龍太郎
橋本 龍太郎（はしもと りゅうたろう、1937年〈昭和12年〉7月29日 - 2006年〈平成18年〉7月1日）は、日本の政治家。位階は正二位。勲等は大勲位菊花大綬章。学位は法学士（慶應義塾大学）。岡山県総社市名誉市民。剣道錬士六段。
衆議院議員（14期）、厚生大臣（第56代）、運輸大臣（第58代）、大蔵大臣（第93・94・103代）、通商産業大臣（第57代）、副総理（村山改造内閣）、内閣総理大臣（第82・83代）、沖縄開発庁長官（第42代）、行政改革担当大臣（初代）、沖縄及び北方対策担当大臣（初代）、規制改革担当大臣（初代）、自由民主党幹事長（第29代）、自由民主党政務調査会長、自由民主党総裁（第17代）を歴任した。

## 来歴
初当選以来自由民主党に所属し、衆議院議員を14期にわたって務める。また第1次大平内閣で厚生大臣に就任し、昭和2ケタ生まれで初めて入閣を果たしたのを皮切りに運輸大臣・大蔵大臣などを歴任し、いわゆるニューリーダーの後を担う総裁候補と目されるようになった。
竹下派七奉行の一人であり、1990年代の日本の政界を代表する政治家である。ポマード頭と呼ばれた独特の髪型がトレードマーク。剣道教士六段の称号・段位を持つ。
1994年に発足した「自社さ連立政権」の村山内閣では通商産業大臣を務め、自由民主党総裁就任に伴って副総理を兼務し、1996年、村山富市首相退陣に伴い、内閣総理大臣に就任した。
在任中は住宅金融専門会社問題（住専問題、第136回国会）や行財政改革に取り組み、外交面ではアメリカのクリントン大統領・ロシアのエリツィン大統領と親交を深める。第18回参議院議員通常選挙での自民党惨敗を受け引責辞任した後も、同期当選の小渕恵三首相の下で外交特別顧問に就任し、その後も第2次森改造内閣で行政改革担当大臣や沖縄開発庁長官を、また中央省庁再編後には規制改革担当大臣や沖縄及び北方対策担当大臣を歴任。
2001年自由民主党総裁選挙に再起を期して出馬するが、小泉純一郎に敗れる。2005年の総選挙には出馬せず政界を引退し、地盤を次男の橋本岳に譲る。翌2006年に死去。68歳没。

## 生涯

### 生い立ち
東京府東京市渋谷区（現：東京都渋谷区）に大蔵官僚・橋本龍伍、春の長男として生まれた。母・春は警視総監・朝鮮総督府政務総監などを歴任した大野緑一郎の長女であったが、中耳炎をこじらせて龍太郎を出産した5か月後に急死した。官僚である父・龍伍には転勤がつきものだったため、武家（旧：熊本藩士）の出である祖母の真都に育てられた。なお、龍伍は戦後政界に進出し、吉田茂の側近となる。

### 学生時代
田園調布小学校に入る前の6歳の時に、継母・正を迎えた。
麻布中学受験の際、橋本の受験番号は“1073番”だったが一番違いの“1074番”に作家の安部譲二がいた。それが縁で仲良しになり、2人は中学3年間を通じて同じクラスだった。
麻布中学入学時から橋本は学校の勉強に全くついていけず、成績は常に圧倒的最下位だった。このことについて周囲は、政治家の息子なので橋本は裏口入学だ、と暗黙の了解事項として理解していた。
麻布中学時代の橋本龍太郎のニックネームは「サル」。
麻布中学時代、橋本龍太郎の試験の点数は殆ど0点ばかりだったにも関わらず麻布高校に進むと山岳部に所属した。高校時代は登山に明け暮れてそれほど勉強をしなかったため、橋本の成績は中位くらいだったという記述もある。また、大学入学後にはもう一つの趣味であった剣道にも力を入れた。
1956年、慶應義塾大学法学部政治学科に入学。橋本には、腰椎カリエスによって足に障害を負っていた父・龍伍に門戸を開いてくれた唯一の高等学校であった、慶應に対する一入の思い入れがあり、以後並々ならぬ愛校心を抱き続けた。父にとっても橋本の慶應義塾大学の合格は大きな喜びだったようで、「龍伍が慶應義塾を語るとき、その目は輝いていた」という。大学時代の思い出となった講義では中村菊男の明治・大正の政治家の逸話を挙げている。
橋本龍太郎は大学でも剣道に力を入れた。とにかく前に出て攻めていたので“突貫剣士”というニックネームをつけられていた。なお目の下には傷跡が残っていたが、大学時代軽井沢の別荘に行った時にチンピラと殴り合ってナイフで切られた名残であるという。
大学卒業後、呉羽紡績株式会社（のち東洋紡に吸収合併。クレハは分社した化学部門）に入社した。

### 政治家の道へ
社会人3年目の1962年、父・龍伍が急死した。橋本龍太郎は会社に出勤してから2時間後に父の訃報を聞いたという。
父の意中の後継者は弟・大二郎であり、龍太郎本人も政界に進むつもりはなかった。後に橋本は「親父は僕を政治家にするつもりはなかったし、僕も全くやる気はなかった。腕白坊主だったから」と述べている。
しかし、当時未成年であった橋本大二郎は被選挙権を得ておらず、橋本の継母・正に出馬を求める声も上がったが、父と親交の深かった佐藤栄作による指名を受け、橋本龍太郎が亡父の後継者として選挙に出馬することになった。
立候補が決まった橋本龍太郎は、当時の西村英一厚生大臣にお願いして、父が大臣を務めた厚生省の会議をまんべんなく見学、実務を熟知しているノンキャリアの課長補佐に貼り付くように質問をしながらノートを取り続けて猛勉強していた。当時の厚生省記者クラブは、政治部記者が、大臣の動向、保険医療報酬の引き上げを求める医師会のストライキが年中行事化している医療費問題、年金財政の運用問題を取材し、社会部記者が前年をピークに大流行したポリオなどの伝染病対策、遺家族援護、引揚者問題などを担当し、間口が広く、立ち入った知識がないと記事が書けないのが厚生行政の特色だった。橋本は政治部の領域も社会部の守備範囲も満遍なく周っていた。
「龍伍の息子は新聞記者よりもよく省内を回っているぞ」という声が、回る先が限られている政治記者以上に守備範囲が広い社会部記者から出てくるほどで、感心されていた。のちに厚生行政で頭角を現し、主要閣僚を歴任していく政策マンの出発点であった。
1963年の総選挙で橋本龍太郎は衆議院議員選挙で初当選する。開票結果は選挙戦前の予測を上回る7万4564票で、江田三郎に次いで2位の得票数だった。この選挙で小渕恵三（のち首相）も初当選を飾った。
初登院の時に継母・正が付き添ったことから、マスコミからは「大学入試ばかりではなく、国会議員も保護者が付き添う時代になった」と揶揄され、「マザコン代議士」と冷やかす報道もあった。橋本龍太郎本人は、秘書代わりに選挙で苦労した母に対する労いの気持ちから出た行動であると説明している。
議員当選後に遠縁に当たる久美子と結婚。久美子は渋沢栄一の家系にあたる。久美子はカトリックだったため、六本木のチャペルセンターで結婚式を挙げた。媒酌人は佐藤栄作。佐藤家と橋本家は軽井沢の別荘も隣同士ということで毎夏顔を合わせる仲であり、父が亡くなった時、佐藤栄作が葬儀委員長を務めた。そういった関係でもあり、橋本は自民党内の派閥では、佐藤派に所属した。
1969年の第32回衆議院議員総選挙では選挙直前まで国会活動で多忙を極め、苦戦が予想されたが、自民党幹事長の田中角栄や佐藤派の中堅だった竹下登のテコ入れで3選を果たした。この事により、佐藤派内で橋本龍太郎は田中、竹下に傾倒するようになった。佐藤栄作引退を受けての自民党の総裁選挙では、かねてより保利茂系であったことから、父代わりとも言うべき佐藤栄作が福田赳夫を支持するように示唆したが、橋本はこれを固辞し、田中派に参加した。

### 枢要ポストを歴任

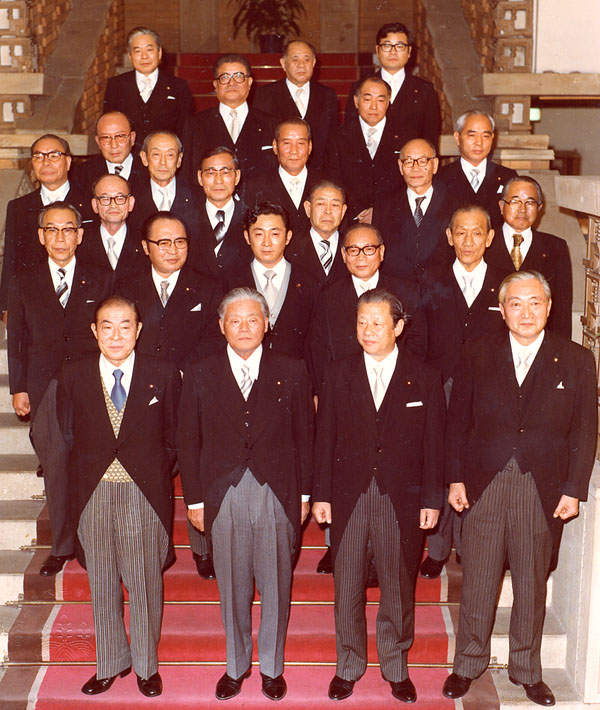
第1次大平内閣での入閣時（2列目中央）

1978年12月7日、橋本龍太郎は第1次大平内閣で厚生大臣に任命された。当選5回にしての初入閣であり、「親子二代の厚相」としてマスコミにも取り上げられた。昭和2ケタ生まれの閣僚は、橋本が初めてであった。厚相在任中はスモン訴訟の和解に尽力した。ちなみに、次男の橋本岳は厚生労働副大臣を務めている。
水俣病の患者らが厚生省に押しかけ、死亡者補償が交通事故死の補償より安かったことについて抗議したことがあった。しかし、応対した橋本龍太郎は、患者らの「人命軽視だ」という批判に対して、「政府が人命を大事にしなかったことがあるか！取り消せ！」と激怒し、とりなした厚生省幹部を「黙ってろ！」と怒鳴りつけた。
その後、橋本龍太郎は竹下登を中心とする創政会の結成に参画し、その後の経世会においても中心人物の一人となり竹下派七奉行の一角を占めた。
1986年7月22日、第3次中曽根内閣では運輸大臣に就任し、政権の主要政策である国鉄分割民営化で辣腕を振るった。大臣在任中、橋本の似顔絵が描かれたオレンジカードをつくり、希望者（友人らを中心に、一般国民も大臣に手紙を書けば貰えたという）に無料で配布した。イラン・イラク戦争の際、海上保安庁の巡視船を派遣する案が事務レベルで調整された際には「一番船には僕が乗っていく」との決意とともに承諾したが、結局後藤田正晴内閣官房長官の反対により実現しなかった。
1987年には竹下内閣で自民党の幹事長代理に就任し、病気療養中であった幹事長の安倍晋太郎に変わって調整役を担い、消費税導入や昭和天皇の大喪の礼に対して党側の実務を担当した。

### 総裁候補へ浮上
1989年、宇野内閣成立時には橋本龍太郎は幹事長代理としての実績・手腕が評価され、自民党の幹事長に昇格した。宇野政権においては、リクルート事件や消費税の影響に加えて、宇野宗佑本人の女性スキャンダルが噴出した。一方で、不人気の宇野首相に代わって自民党幹事長の橋本龍太郎は自民党の先頭に立って日本各地を積極的に遊説し、橋本は全国的に国民的知名度を得るに至った。政権与党である自民党がかつてないほどの厳しい逆風にさらされた1989年7月の参院選では、自民党は議席を大幅に減らし大惨敗した。その際に、橋本の「ちくしょう！やっぱりこれだけ（差が）開いたか」とチェリーを喫煙しながら悔しがるシーンがテレビで放映され、その眉目秀麗ぶりと併せて話題となった。
宇野宗佑が総理を辞任すると、橋本龍太郎は次の後継候補に浮上し、本命視された。しかし、女性問題を理由に自派閥の支持が伸び悩み、盟友・安倍晋太郎への配慮から世代交代を嫌った竹下登、橋本の突出を嫌った金丸信や小沢一郎らに動きを封じられ、結局、宇野宗佑の後継には海部俊樹が就任した。当時、竹下派の最有力の後継会長候補と見られていた橋本龍太郎と小沢一郎は、このころからたびたび対立を繰り返して、「一龍戦争」と呼ばれた。
1989年8月、第1次海部内閣では、橋本龍太郎は大蔵大臣に就任する。就任早々の9月、ワシントンでのG7では西ドイツのワイゲル財務相と米ドルの急上昇の対策についての提案について応戦した。
参議院選挙敗北の要因の一つが消費税への批判とみなされていた中、大蔵大臣として「みなさんの消費税に関する率直な感想をお寄せください」と国民に呼びかける新聞広告を掲載、全国から18900通を超える住所と姓名が明記された手紙が寄せられた。中には視力障害を持つ人から点字で送られた手紙もあり、ワープロで全員に返事を送った。第2次海部内閣でも留任するが、1991年10月、証券不祥事などで大蔵大臣の職を引責辞任した。
1992年10月、竹下派（経世会）会長の金丸信が東京佐川急便事件で議員辞職に追い込まれ、竹下派の後継会長の座を巡って小沢派と反小沢派が対立する。小沢派が推す羽田孜と、反小沢派が推す小渕恵三との争いの末、小渕恵三が派閥領袖と決まり経世会は小渕派となった。橋本は小渕と協力し、小沢・羽田派は経世会を離脱して「改革フォーラム21」（羽田派）を立ち上げた。経世会の副会長に就任していた橋本龍太郎は、そのまま小渕派副会長として小渕と行動を共にした。
この間の1991年12月に弟の橋本大二郎が高知県知事選挙に立候補し、当選した。この時の知事選挙では、橋本龍太郎は自民党推薦の候補と対決し、高知県の街頭演説では、弟・大二郎の横に立って「自慢の弟です！」と弟への支持を聴衆、有権者に呼び掛けた。
1993年の総選挙の時には、当時の自民党政治家で高い人気を誇った橋本龍太郎、河野洋平、石原慎太郎は「三本の矢」と呼ばれ、全国遊説で奮闘した。しかし、総選挙の後には細川内閣が成立し、自民党は野党に転落した。宮澤喜一首相の後継総裁に後藤田正晴と並んで本命視されたが、自民党分裂の原因である竹下派の内部分裂に責任があるとして辞退し、河野洋平総裁の下で政務調査会長に就任した。この野党時代に、小沢一郎の『日本改造計画』に触発されて、橋本は『VISION　OF　JAPAN』『政権奪還論』を著している。
自民党が与党に復帰した際、自社さ連立政権の村山内閣では、橋本龍太郎は通商産業大臣に就任した。大臣在任中、橋本は細川内閣・羽田内閣を通じて日米関係のノドに突き刺さった骨のようになっていた日米自動車交渉を、ミッキー・カンター米国通商代表とジュネーヴで激しくやりあった。橋本のことを調査していたカンター米代表が竹刀をプレゼントとして橋本に贈呈したところ、カンターに竹刀の持ち方を教えながら橋本が自身の喉に突き付けさせてみせるパフォーマンスも話題になる。日本側は米国側の要求する数値目標を徹底的に否定し、米国側はあくまでも数値目標達成にこだわった。表舞台では米国の対日制裁発動をちらつかせる理不尽な要求に一歩も引かない姿勢を貫きながら、背景では国内メーカーに現実に対応するように説得を続けて、トヨタ自動車が発表した「新国際ビジネスプラン」における目標数値の設定もあり、交渉期限ギリギリの時点での解決に導く、日本の通商交渉史に画期的な交渉となった。交渉相手の米国からも「タフ・ネゴシエイター」として高く評価され、総理への足掛かりをつかんだ。

### 第17代自由民主党総裁

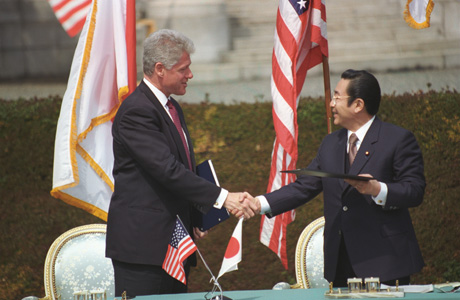
迎賓館にてアメリカのビル・クリントン大統領（左）と（1996年4月17日）

1995年9月、橋本龍太郎は圧倒的な国民的人気を背景に自民党総裁選に出馬する。
当初は現職総裁の河野洋平と橋本の一騎討ちと目され、早稲田大学出身の河野と慶応大学出身の橋本の「早慶戦」、共に昭和12年生まれで50代の「ニューリーダー対決」などと評されたが、河野洋平は自らが所属する宮澤派の支持を得られずに「大変厳しい多数派工作で、党内に亀裂が生じるのを恐れる」として出馬を辞退する。そして、河野に代わって三塚派の小泉純一郎が出馬し、論客同士の「さわやかな政策論争」、「KK（慶慶）決戦」と評される総裁選が展開された。
自民党総裁選の結果は、数々の役職を無難にこなし竹下派の支持を取り付けた橋本龍太郎が304票を獲得し、87票を獲得した小泉純一郎に圧勝した。こうして、橋本龍太郎は、第17代自由民主党総裁に就任し、自民党幹事長には宮澤派の加藤紘一、総務会長には三塚派の塩川正十郎、政調会長には旧渡辺派の山崎拓を選任した。また、橋本龍太郎は総裁就任に伴って、村山改造内閣では副総理を兼務し引き続き通産相を務めた。
1996年1月11日に村山富市首相の辞任に伴い、橋本龍太郎は第82代内閣総理大臣に指名され、自社さ連立による「第1次橋本内閣」が発足した。内閣官房長官には、橋本らと共に竹下派七奉行と呼ばれた実力者である梶山静六が選任された。その後の施政方針演説では、橋本は改革の必要性を主張し、「強靭な日本経済の再建」「長寿社会の建設」「自立的外交」「行財政改革」の4つを最重要課題として挙げた。
橋本の就任当初は村山政権下で決定された住宅金融専門会社（住専）の不良債権に対する6800億円を超える財政支出問題について、新進党が「ピケ」と呼ばれる座り込み運動を展開して激しく抵抗し、メディアも否定的な論調を展開した。橋本政権は序盤から大きな批判、逆風にさらされた。ただし、海外市場では好感する動きが見られた。
1996年2月23日にアメリカのクリントン大統領との首脳会談で橋本は普天間飛行場の返還を要求し、4月12日に日米両政府が全面返還に合意した。普天間の代替基地についても安全保障政策・環境政策が絡む中でアメリカや沖縄の基地自治体関係者と対談を行い、翌1997年12月24日には比嘉鉄也名護市長によるヘリポート受け入れ（辺野古移設）表明を取り付け、普天間基地返還に本格的道筋を付けた。この結果、住専問題で逓減していた支持率は60パーセントに上昇した。
自身の59歳の誕生日である1996年7月29日に、橋本龍太郎は靖国神社を参拝した。この現職の内閣総理大臣の参拝は、中曽根康弘が1985年の終戦記念日に初の公式参拝をして以来であった。
同年の臨時国会冒頭の9月27日、橋本龍太郎は衆議院を解散する。そして、小選挙区比例代表並立制の下で初の衆議院総選挙が行われ、自民党は28議席増の239議席と復調した。選挙期間中は日本各地から橋本に選挙応援の依頼が殺到し、全国で「橋龍人気」と言われるほどの国民的人気を見せ付けて自民党は大勝利した。

### 第2次橋本内閣

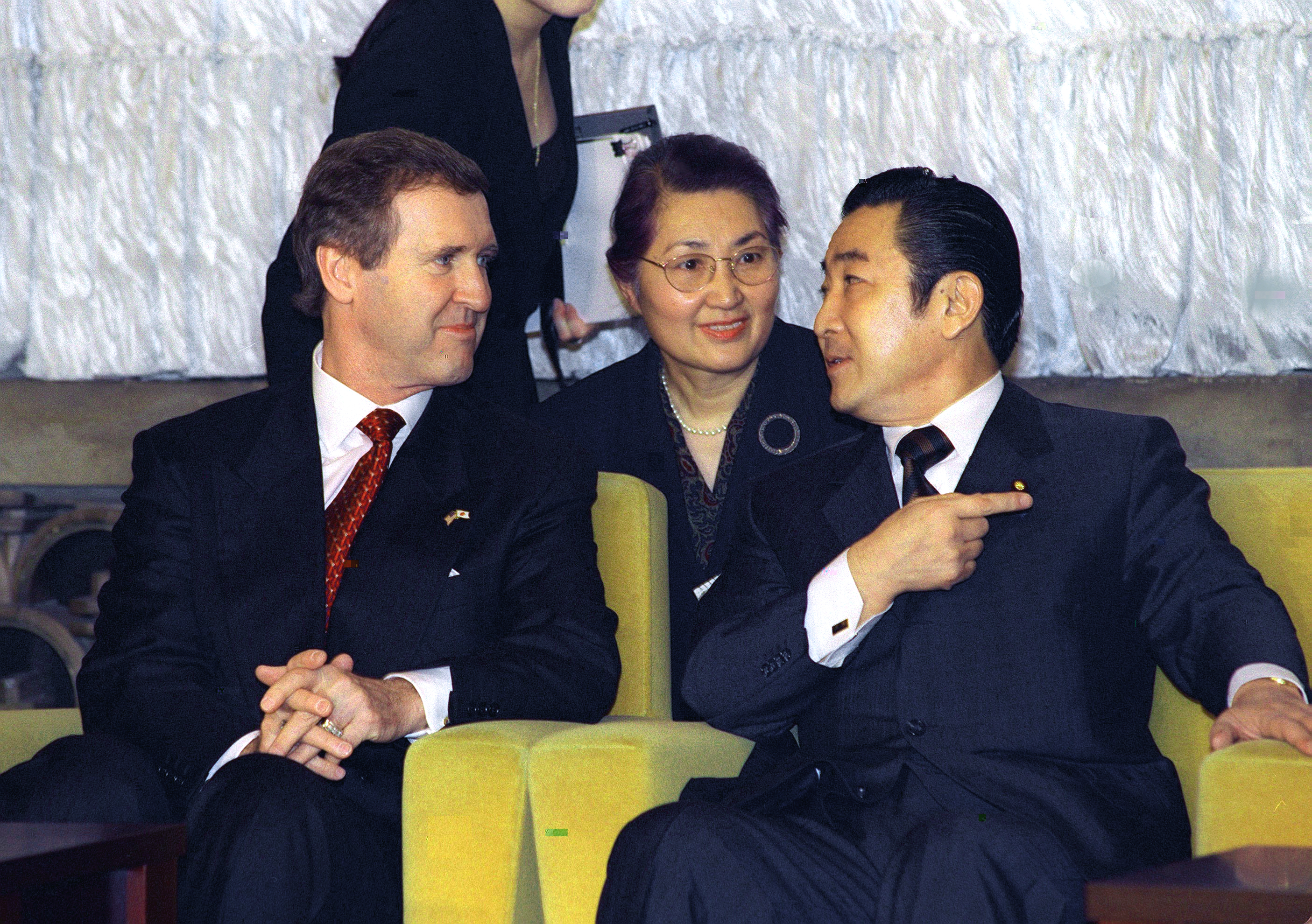
内閣総理大臣官邸にてアメリカのウィリアム・コーエン国防長官（左）と（1997年4月9日）

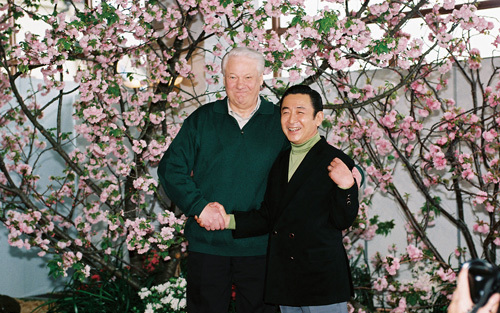
ロシア連邦大統領ボリス・エリツィンと（1998年4月18日・川奈ホテル）

1996年11月7日、社民党・新党さきがけが閣外協力に転じて、3年ぶりの自民党単独内閣「第2次橋本内閣」が発足した。この時、自民党単独内閣になったと言われたが、実際は社民党・新党さきがけが閣外から橋本内閣に協力していたので、3党の連立の枠組みはまだあった。この第２次橋本内閣では、橋本は「行政改革」「財政構造改革」「経済構造改革」「金融システム改革」「社会保障構造改革」「教育改革」の六大改革を提唱した。
特に行政改革にかける橋本の意気込みは、「火だるまになっても（行革を）やり切る」と述べるほどであり、『火だるま行革』とマスメディアに報道された。
橋本龍太郎は首相直属の「行政改革会議」を設置し、自らその議長となった。メンバーには武藤嘉文総務庁長官・中央省庁改革等担当大臣、水野清総理補佐官（行政改革担当）のほか、経団連会長の豊田章一郎、連合会長の芦田甚之助、東京大学名誉教授の有馬朗人、上智大学教授の猪口邦子ら、財界・学界などから有識者を迎え、官僚や官僚出身者を排除する体制とした。
第二次橋本内閣は閣僚に「行革を実行できる人材」を当てるとし、行革内閣として船出しており、中でも、薬害エイズ事件による信用失墜で「最も難しい人事」とされた厚相に先の総裁選で争った小泉純一郎が起用されたのも、その行革姿勢の一つの現れであった。内閣官房副長官に与謝野馨を起用した。小渕恵三は一時衆議院議長就任に意欲を見せていたが、橋本が「恵ちゃん、ぼくに何かあったときにどうするんだい」と待ったの言葉をかけ、議長は伊藤宗一郎が就任した。
1996年12月17日、ペルーのリマにある日本大使公邸を、トゥパク・アマル革命運動が占拠し、多数が人質となる「在ペルー日本大使公邸占拠事件」が発生した。橋本は直ちに池田行彦外相と医療チームを現地に派遣した。池田の帰国を受け、24日にペルーのフジモリ大統領と会談、ペルー政府を支援する方針を表明した。フジモリが武力突入を示唆し始めると、29日にフジモリに親書を送って平和解決を要請。さらに1997年1月31日、橋本はカナダのトロントでフジモリと会談し、平和解決に努力することで一致した。同年4月22日、ペルーの特殊部隊が公邸に突入。人質となっていた日本人に犠牲者を出すことなく解決した。橋本は後に、人質事件で死亡したペルー人犠牲者の家族を日本に招待した。事件の際、外務省の対策本部に木村屋總本店のあんパンを大量に差し入れ、「アンパン総理」といった声も聞かれた。
1997年の通常国会で最大の焦点であった、沖縄のアメリカ軍軍用地収用への自治体介入を防ぐ駐留軍用地特措法問題で、同年4月、新進党党首の小沢一郎と党首会談を行った。橋本と小沢は特措法を成立させることで合意し、同法は新進党の協力を得て成立した。新進党との協力が成功したことで、自民党と新進党による「保保連立」が浮上。自民党内は、加藤や野中広務らの「自社さ派」と梶山や亀井静香らの「保保派」に二分された。橋本は自社さ派と評されるようになる。
1997年6月23日にコロンビア大学での講演において聴衆から「日本がアメリカ国債を蓄積し続けることが長期的な利益」に関して質問が出た際、橋本は「大量のアメリカ国債を売却しようとする誘惑にかられたことは、幾度かあります。」と返した。そしてアメリカ経済が与える世界経済への影響などを理由に挙げた上で「アメリカ国債を売却し、外貨準備を金に替えようとしたい誘惑に屈服することは無い」と続けた。通商交渉でのアメリカ側の理不尽な要求を振り返っての発言だったが、大量のアメリカ国債を保有する日本の首相が「アメリカ国債を売却」することへの言及をしたことが大きく注目され、ニューヨーク証券取引所の株価が一時下落、為替市場にも影響した。「もし売れば宣戦布告とみなす」とルービン財務長官周辺は受け止め、クリントン政権の逆鱗に触れた。その年11月の日本の金融危機に対する米国の冷淡さの遠因となり、クリントン大統領は翌年中国の江沢民と会談した時に、「アジアの不安定役」と突き放した。
1997年9月、橋本龍太郎は自民党総裁に再選され、内閣改造を行い「第2次橋本改造内閣」が発足した。橋本は梶山に代わって村岡兼造を官房長官に指名したほか、ロッキード事件で有罪が確定している佐藤孝行を中央省庁改革などの担当である総務庁長官に起用した。これには、世間から多くの非難が集中し、佐藤は11日で辞任した。佐藤は歴代内閣に入閣を拒まれ、橋本も入閣させない意向だったが、中曽根康弘らの強硬な推薦に抗し切れず起用するに至ったという。この一件で、支持率は30%台に急落、橋本の責任を問う声が上がった。
1997年11月のロシアのエリツィン大統領との首脳会談では、2000年までに平和条約を締結することや両国の経済協力を促進する事で合意した。
1997年11月、橋本内閣は「財政構造改革法」を成立させて、2003年までの赤字国債発行を毎年度削減するなどの財政再建路線をとり、緊縮型の予算を組んだ。しかし、その後、日本経済の景気減速が顕著となり、北海道拓殖銀行や山一證券などの経営破綻が起こると、自民党内やアメリカ政府から、さらに景気対策を求める声が増えていった。また、山一證券の破綻で、橋本内閣の掲げる6大改革の一つ「金融システム改革」および、それにに伴う「金融ビッグバン」への批判も相次いだ。これを受け1997年12月、橋本内閣は2兆円の特別減税を表明した。
1997年12月24日から「龍ちゃんプリクラ」こと橋本首相といっしょに写真が取れるプリントクラブが、党本部1階ロビーに設置された。
1998年（平成10年）4月、橋本は4兆円減税と財政構造改革法の改正を表明し、財政再建路線を転換した。また同年、金融監督庁を新たに設置し、大蔵省から金融業務を分離し、金融不安に対処する体制を整えた。1998年5月、離党議員の復党などにより自民党が衆議院で半数を超えたことを受け、社民党・さきがけとの連立政権を完全に解消した。
1998年7月の参院選では、景気低迷や失業率の悪化、橋本龍太郎や閣僚の恒久減税に関する発言の迷走などで、当初は70議席を獲得すると予想されていた自民党は44議席にとどまり、選挙で惨敗した。この時、橋本龍太郎は「すべてひっくるめて私の責任だ。力不足。それ以上いうことはない」と敗戦の弁を述べた後、橋本内閣は総辞職した。
1997年には日本の総理大臣として初めて北朝鮮の拉致事件について国会答弁で触れている。

### 消費税増税とその後

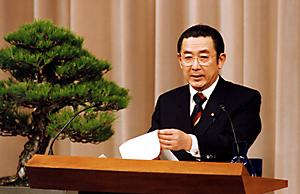
内閣総理大臣官邸での年頭記者会見にて（1998年1月1日）

1997年（平成9年）4月1日に村山内閣で内定していた消費税などの税率引き上げと地方消費税の導入（4パーセント→地方消費税1パーセントを合わせて5パーセント）を第2次橋本内閣が実施。
産経新聞の田村秀男編集委員は、記事「カンノミクスの勘違い」の中で橋本が消費増税を実行したせいで、増税実施の翌年から、日本は長期デフレーション（失われた〇〇年の20年に当たる時期）に突入したと評している。田村編集委員は、消費増税を実施した1997年度（平成9年度）においては、消費税収が約4兆円増えたが、2年後の1999年（平成11年）度には、1997年度比で、所得税収と法人税収の合計額が6兆5千億もの税収減になったと指摘し、消費増税の効果が「たちまち吹っ飛んで現在に至る」と評している。さらに、「橋本元首相は財務省官僚の言いなりになった事を、亡くなる間際まで悔いていたと聞く。」と述べている。
2001年自由民主党総裁選挙に出馬した際も、橋本龍太郎が自身の公式ホームページにて、財政再建を急ぐあまり経済の実態を十分に把握しないまま消費税増税に踏み切り、結果として日本を不況に陥らせたことを謝罪している。
橋本は生前「私は平成9年から10年にかけて緊縮財政をやり、国民に迷惑をかけた。私の友人も自殺した。本当に国民に申し訳なかった。これを深くお詫びしたい」「財政再建のタイミングを早まって経済低迷をもたらした」との自責の念も示している。
日本の所得税収、法人税収はそれぞれ1998年度、1999年度と減少し続けているが、法人税は両年にわたって、所得税は1999年度に減税が実行されている。他の先進国の基準に合わせる方向で、所得税は高所得者の負担が軽減、法人税は税率が引き下げられているため、減税による税収減も含まれている。
その額は、所得税・住民税の定率減税（3兆5000億円）と最高税率の引下げ（5000億円）、法人税・法人事業税の税率引下げ（2兆5000億円）などである。この三つの合計は6兆5000億円となり、上の指摘の額と同じになる。つまり、税収の減収額は、減税の額と同じになり、消費税導入の効果は中立的であったことになる。
1997年の消費税増税、健康保険の自己負担率引き上げ、特別減税廃止など、総額約10兆円の緊縮財政の影響や金融不況の影響もあり、1998年度の日本の名目GDPは、前年度比マイナス2%の523兆円まで約10兆円縮小し、GDPデフレーターはマイナス0.5%に落ち込んで、深刻な就職氷河期、デフレーション経済が蔓延する結果になった。
橋本が消費税導入後急激に悪化させた様はアメリカメディアに世界恐慌に突入させたハーバート・フーヴァーになぞらえフーバー橋本と揶揄された。

### 内閣総理大臣退任後

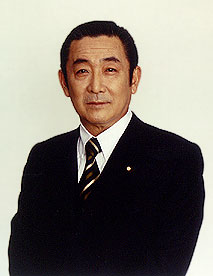
第2次森改造内閣で入閣時に公開された写真

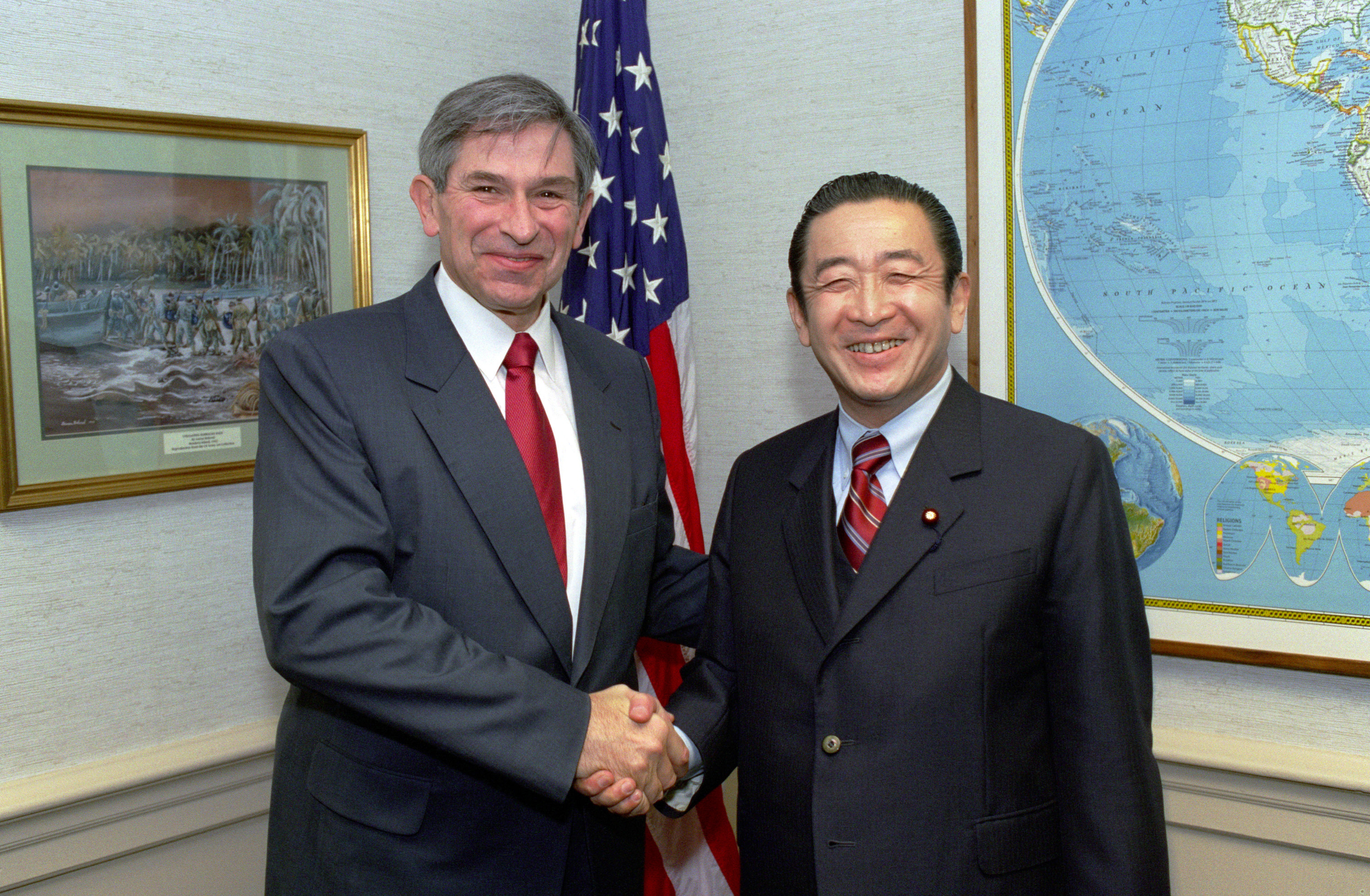
2002年10月16日、ペンタゴンにてアメリカ合衆国国防副長官ポール・ウォルフォウィッツ（左）と

首相退任後の1998年8月、橋本龍太郎は小渕恵三首相から、「首相外交最高顧問」を任じられ受けている。この首相外交最高顧問は、内閣官房長官が「任務を解く」と談話を出すまで続けられることとなっており、議員引退後もこの肩書は残っていた。小渕、森、小泉と三代にわたって務め上げた。
同年12月、育ての母である正が死去。葬儀では喪主を務める。
1999年9月、橋本は小渕首相から厚生大臣への就任を打診された。2000年4月に介護保険制度導入を控えており、実力者でなければ職務に耐えられないと判断した小渕は、厚生族の橋本に白羽の矢を立てたものだが、橋本は「（前年の）参院選惨敗の責任は私にあるから入閣は無理」として固辞する。自分に代わって、同じく厚生族の丹羽雄哉を推薦し、丹羽が厚生大臣に就任する。
2000年7月、旧小渕派会長の綿貫民輔が衆議院議長に就任したことに伴って、橋本龍太郎は旧小渕派の会長に就任したが、これは周囲が橋本を積極的に推したわけではなく、他に適格な人材がいなかったためである。実権は野中広務や青木幹雄が握っており、橋本は会長とは名前ばかりの「雇われマダム」と揶揄するマスコミもあった。橋本自身、会長職を望んでいたわけではなかったが、放っておくこともできず、仕方なく引き受けたという。
2000年11月、「加藤の乱」の際に、かつてヨーロッパで行われた儀式を引き合いに出し「猫を鉄板の上で躍らせるようにして甚振れ」と発言し、物議を醸す。
2000年12月、不人気に苦しんでいた森喜朗首相に請われ、橋本は第2次森改造内閣で沖縄開発庁長官に就任し、また、新設された行政改革担当大臣も兼務した。自身が進めた省庁再編を担当し、翌2001年、再編後の内閣では省庁再編で生まれた沖縄及び北方対策担当大臣に就任する。橋本龍太郎のその仕事ぶりは政官ともに評価が高く、ポスト森（森の後継）に浮上した。
2001年4月の総裁選では、同派幹部の高鳥修や村岡兼造らのすすめもあり派内や公明党に待望論のあった野中広務を抑えて出馬。橋本擁立に当たっては派内若手から異論も出たが、当初は橋本の勝利が予想された。しかし、実際に対決してみると、「小泉旋風」と呼ばれる絶大な人気のある小泉純一郎が大勝利し、橋本は敗北してしまった。総裁選の結果は、小泉が298票を獲得したのに対し、橋本は155票で次点に終わった。なお小泉からも入閣を要請されたが、橋本は固辞している。
2003年9月の総裁選では橋本派から熊代昭彦、笹川堯、藤井孝男の3人が総裁選出馬を表明する。橋本は3人と面談し藤井の擁立を決定するが、藤井は小泉純一郎・亀井静香の後塵を拝して落選した。この総裁選の過程で村岡兼造や久間章生らベテラン議員、さらに青木幹雄・片山虎之助らの参議院側、自身が自民党総裁・内閣総理大臣として陣頭指揮を執った1996年衆院選当選組の桜田義孝、下地幹郎、新藤義孝、大村秀章などの橋本派若手議員が小泉支持に回るなど派内の分裂が決定的となり、橋本派は弱体化した。

### 晩年
2004年7月、日歯連闇献金事件が発覚した。内容としては、橋本龍太郎と青木幹雄と野中広務が日本歯科医師連盟会長、理事（当時）と料亭で会食し、その際に1億円の小切手を受け取り、旧橋本派の公認会計士が換金を行って旧橋本派の派閥金庫にしまわれ、この献金について旧橋本派や平成研究会が収支報告書に記載しなかったというものであった。
東京地検が政治資金規正法違反で旧橋本派の公認会計士、日歯連会長と理事を逮捕した。この事件により平成研究会の会長を辞任し、同派から離脱。次期総選挙での小選挙区岡山4区からの出馬を辞退する意向を示した。橋本と同席していた青木・野中も東京地検が捜査していたが同年9月に不起訴となった。のちに検察審査会で同事件での不起訴は不当であるとする議決を行った。
村岡兼造が収支報告書への不記載を首謀したとして在宅起訴された。橋本は「会食で1億円の小切手を貰った記憶は無い」などと発言し、日歯連の不正献金疑惑が大きく報道に取り上げられ、当時の自民党随一の政界影響力を誇り最大派閥であった橋本派の各種団体との癒着や政治と金の問題が浮き彫りになった。その後、比例区からの出馬が模索されたものの党はこれを認めず、体調不良も重なって、政界引退を余儀なくされた。
2006年6月4日夜、腹痛を訴えて緊急入院。大腸のほとんどと小腸の一部を切除する手術を受け、その後も入院していた。
同年6月30日には見舞いに訪れた実弟の橋本大二郎が記者団に「容体はずっと変わらない。危篤です」と述べた。翌7月1日午後2時、東京都新宿区の国立国際医療センターで腸管虚血を原因とする敗血症性ショックによる多臓器不全 のため死去。68歳没。
7月3日には葬儀・告別式が東京高輪の高野山東京別院で営まれた。また8月8日には小泉総理大臣を葬儀委員長として、内閣・自由民主党合同葬が日本武道館で行われ、自衛隊による儀仗、堵列および弔砲が捧げられた。追悼の辞は小泉葬儀委員長が述べた。戒名は高潔院殿俊岳龍吟大居士。墓は岡山県総社市の宝福寺と東京都港区の青山霊園にある。
また橋本が登山を好んでいたため､エベレストを望むことができるネパールのタンボチェ村に慰霊碑が建てられている。
なお、死因である腸管虚血は、原因がよく分からないこともあり、橋本の死後、病院側の意向により、遺体は病理解剖に付された。ただし、彼が日常的に葉巻やたばこ、パイプやキセルなどを好んでたくさん吸っていたことから、血液の循環に支障が出たのではないかと言われている。

## 政策

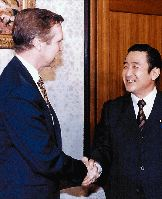
1997年4月9日、内閣総理大臣官邸にてアメリカ合衆国国防長官ウィリアム・コーエン（左）と

- 厚生政務次官、自民党社会部会長、衆議院社会労働委員長、厚生大臣と厚生族議員としてキャリアを積んでいき、水俣病患者に対して対応が冷酷・傲岸であるとの批判もあったが、厚生族のドンとも言うべき存在になる。身体障害を持つ龍伍が父である橋本は、福祉に強い関心を抱き、「政治は弱者のためにある」との龍伍の政治信念を守った[5][23]。
- 環境庁の発足や環境庁から環境省への移行など、環境行政にも関わった。また、京都議定書の締結にも首相として関わった。
- 第3次中曽根内閣で運輸大臣に就任し、中曽根康弘が首相就任以来取り組んできた国鉄分割民営化の総仕上げに携わったが、のち郵政解散をめぐって産経新聞の取材に応じた際の2005年12月、行政改革の話題で「分割民営化をほめてくれる方がいるが、JR西日本の福知山線脱線事故が起きてものすごく後悔している」と明言。新規投資にゆとりのないJR西日本のスタートに無理があり、信楽高原鉄道事故につながったとする見解をも示唆した[65]。
- 海部内閣では大蔵大臣に就任し、党内基盤の脆弱な海部俊樹首相を、特に政策面で強く支えた。湾岸戦争では多国籍軍の経費として130億ドルを拠出。過熱気味の不動産価格をソフトランディングするべく、不動産関連融資の総量規制を行う。
- 細川内閣発足後に、「自民党がいったん政権を離れたのは、政・官・業の三角構造を是正してアメリカが求めている経済構造に変えるためには、それなりによかったのではないかという趣旨を述べた鈴木永二（日経連会長、第三次行革審会長）に対して、小党連合の細川内閣では対米交渉力も国内調整力も確実に今までより低下すること、したがってアメリカの対日圧力は細川内閣にエールを送っているのとは逆に強まる一方になること、政権が変わっても官と業の関係が変わらなければ日米の経済体質も変わりようがないこと、不況を輸出でカバーしようという企業行動が変わらなければ日本の貿易収支の黒字体質も変わらないこと、このままではアメリカがしびれを切らして官民暗黙の合意で猛烈な円高を仕掛けてくることを覚悟しなければならないことを指摘して、結果この予測はすべて的中した[17]。
- 自社さ連立政権の基礎となった三党政策合意がまとまったのは、社会党きっての厚生労働族議員である村山富市が、国会議員の中で厚生労働問題に詳しく力量を信頼していた橋本が自民党の政務調査会長だったことも大きいと言われる[17]。村山内閣発足後、橋本は通商産業大臣に就任する。
- 首相在任中の橋本龍太郎は、「六大改革」を唱え、構造改革・行政改革を目指した。「たとえ火だるまになっても行政改革を断行する」と決意表明したことから、「火達磨の決意」「火達磨改革」「火だるま行革」とも呼ばれた。村山内閣において決定された消費税率5%への引き上げを橋本龍太郎は橋本内閣で実施したが、その時、「アジア通貨危機」と重なったことにより、日本経済は長期不況に陥った（失われた10年、失われた20年、就職氷河期を参照）。
- 橋本龍太郎は国の行政改革に取り組んだ。22ある省庁を1府12省庁に削減する省庁再編、大蔵省の名称変更や金融業務の切り離し、首相権限強化を伴う内閣機能の見直し、郵政三事業の一体公社化、公務員定数の一割削減などを「行政改革会議」において最終報告という形で決定した[66]。この最終報告は、1998年に成立した中央省庁等改革基本法に結実し、一定の成果を上げた。なお、父・龍伍も、吉田内閣において行政管理庁長官として省庁再編を目指していたが、頓挫した経緯がある[5]。
- 橋本内閣では、橋本龍太郎は内閣総理大臣秘書官（政務担当）に江田憲司（通商産業省の官僚）を起用した。
- 薬害エイズ事件に関して、橋本は田中秀征に「秀征さん、僕が厚生族であることを知っているでしょう。この政権合意ほんとうにきついけど、政権の合意だからやらないといけない。邪魔だけはしない。」と伝えた。業界団体や会社の要望も全てはねつけ、役所も政権合意だから仕方ないと思うようになった。後で「菅直人一人がやったような気分になっているが、秀征さんはそれでいいのか」と言ってきた。田中はこの問題が解決したのは、さきがけの主張と、橋本の見えない協力が一番だったと高く評価している[67]。
- 首相就任早々にクリントン大統領と日米安全保障共同宣言を出し、沖縄県・普天間基地移設問題については、基地の整理縮小含みでの同意をアメリカ合衆国から取り付けた[5]。その一方で、新・日米防衛協力のための指針を策定。
- 対ロシア外交では、ロシアのエリツィン大統領との間に個人的な信頼関係を結び、エリツィンの訪日を実現、川奈合意（外部リンク「四島の帰属問題の解決を確認（川奈合意）」参照）の実現をみた。
- ロシアのエリツィンは橋本を「友人リュウ」と呼んだ。フランスのシラク大統領も橋本を「リュウ」と呼んで、趣味を認め合う仲だった。
- 1995年まで日本遺族会会長を務めていたこともあり、首相就任後に靖国神社へ参拝した。それは継母になじめなかった幼い頃に面倒を見てくれた従兄が、召集されて戦地へ行く前に「自分が亡くなった時は、靖国へ戻ってくる。」と橋本に言い残して出征して戦死したためであった。首相就任後に初めて参拝した日はその従兄の命日であり、遺児ではないが遺族としての意識で参拝した[17]。
- 日本の慰安婦問題に関して、1996年に元慰安婦に対する謝罪の手紙を内閣総理大臣名義で発出した[68]。

## 人物

### 人物像
身長165cm、体重66kg。
座右の銘は「誠」、「初心忘るべからず」。趣味は、剣道、登山、写真、読書、プラモデル製作など多彩。特に剣道は政界きっての腕前であった。結核性関節炎にかかって歩行に影響する障害を負った父・龍伍が登山とともに生涯続けたスポーツである。全日本剣道連盟顧問、全日本剣道道場連盟会長、日本美術刀剣保存協会会長を務めた。また山中寅文ともに「名誉森林インストラクター」の称号を持つ。
一般には整髪剤は「ポマードべったり」と受け取られているが、実際には水性のヘアクリームを使っていたと本人が語っている。学生時代から通していたという。ある時、鈴木宗男が橋本に隠れて「あのポマード野郎」と悪口を話していたところ、偶然後ろに橋本がいたため鈴木は顔面蒼白になったが、当の本人は「鈴木君、これはムースだよ」と言って快活に笑ったという。橋本の人柄を表す逸話として鈴木本人がよく語っている。橋本が身なりに気を使ったのは、父・龍伍の最期の言葉が橋本のネクタイの曲がりを戒めるものであったからだといわれる。橋本は1990年にベストドレッサー賞を政治・経済部門で受賞している。
高校時代からの喫煙者で、「俺は意思が強いから、他人から何と言われようとタバコはやめない」「（鄧）小平が晩年まで頭が冴えていたのは、ヘビースモーカーだったからだ」と断言し、心臓発作を起こすまでチェリーを愛飲していた。親友の安部譲二にピースを勧められても、頑なにチェリーを吸い続けていたという。
制服を好み、学生時代は常に詰襟学生服か剣道着で生活していたという。また、日本国有鉄道の民営化の際に運輸大臣を務めていたので国鉄の制服を着て式典に臨み、その時に着用した制服は後々も大事に保管されていた。
橋本は内閣総理大臣在任中も、高知県知事になって東京から離れた異母弟・大二郎に代わって、しばしば公務の合間に入院中だった義母を見舞った。
弟の橋本大二郎がNHK記者だったころ、恋人と結婚したいという相談を兄の龍太郎にした。諸々の事情から龍太郎は、母が反対するので結婚しないほうが良い、と助言した。だが、大二郎が二の句を継がせずに結婚したい意志を伝えると、龍太郎は「よしわかった、俺に任せてくれ」と言ってその場を引き取り、時間を要して母を説得して、大二郎の結婚の承諾を得たという。その説得の過程では、龍太郎の苦労と母の涙があったという（2014年4月28日放送『徹子の部屋』より本人談）。
1994年の週刊文春の阿川佐和子との対談で「政界の杉良太郎」と呼ばれていますねと問われ「光栄です」と笑い、ご婦人層の人気の秘密はと聞かれ、「まだ、大人になりきってないからじゃないんですか」と答えている。

### 人物評
「見識はあるが、人望はない」・・・これが橋本龍太郎に対する自民党内での一般的な評価であった。
橋本龍太郎は政界随一の政策通として知られ、いささかの揶揄の意味を込めて「課長補佐」などと周囲から言われるほど、知識量は多く、各政策部門の細かな部分まで精通していた。しかし、誰かが橋本に、何かわからないことを聞いたりすると、橋本はその相手に対して、「おや、そんなこともおわかりにならない?」、「あなたが知らないことを、どうして私が知っていると思うのです?」などと必ず嫌味な返答をしたとされる。花街で最も嫌われている政治家という不名誉な噂もあった。
また、橋本龍太郎は「一匹狼」タイプの政治家として知られ、誰かと群れることを嫌い、いつも1人で単独で行動した。その為、自民党内では協調性がなく、派閥の中でも積極的に活動したり、子分の面倒を見たりすることはほとんどなかった。前述の自民党総裁選で橋本擁立に奔走した小渕派の幹部からも「橋本さんは水耕栽培だから」と揶揄された。
橋本の兄貴分である竹下登は「怒る、威張る、拗ねるが橋本になければ、とっくの昔にアイツは総理になっていた」と評した。田中角栄は「橋龍は、こまっちゃくれた風切り小僧だ。備前長船の出身。切れそうだけど、あの手は人様に好かれない。親父の龍伍は切れ味抜群だったが、仲間がいなかった」と評した。
梶山静六は「橋龍というのは遠くで見ている富士山」と評したことがある。つまり、遠くから見ると立派な人物に見えるが近くに寄って接してみると、橋本龍太郎は理論に走りすぎたり、白黒をはっきりさせないと気のすまない性格で欠点ばかりが目立つというのである。 
小沢一郎は「龍ちゃんは一人で遊ぶ。だから友達ができない」と述べている。政治評論家の浅川博忠は、橋本が初当選のころの後藤田正晴を「後藤田君」と呼んでいたという逸話を紹介している。後藤田は当選回数では橋本より下だが、23歳年長で警察庁長官・内閣官房副長官を経験していた。
橋本の総理大臣時代に幹事長代理として仕えた野中広務は「橋本さんは当選1回、2回の議員との接触がほとんどなかった。若手議員の面倒を見てやれず、（2001年の）総裁選敗北になったのではないか」と著書で語っている。
橋本は自民党内で田中派、竹下派と最強派閥に属していた割には、派閥の仕事に日ごろあまり関心を示さなかった。その背景には、「自分は本来佐藤栄作の弟子であり、田中角栄は佐藤派の大幹部で自分は末輩とはいえ同じ佐藤門下であって、師匠というより組織の中における上司、二期五年半先輩である佐藤派の青年将校・竹下登は同じ佐藤の弟子の中における兄貴分であって、腹心ではあるが子分ではない。比較される小沢一郎は二期違いの後輩なのに、竹下とは親分・子分のように扱われ、小沢とは同列に扱われなければならないのか」という意識だったのではと俵孝太郎は指摘している。実際に竹下は橋本と小沢を同列に扱ったことはなかったように思われるが、橋本には人望がないとか、仕事は出来ても一匹狼という評判を広めたのは、小沢を寵愛した金丸信とその側近である。
政界で唯一の友人と言えるのは、同期当選で同学年の小渕恵三であり、お互い「龍ちゃん」「恵ちゃん」と呼び合う仲で「当選以来お互い騙し騙された事の無い仲だった」と語っている。また、橋本を取り巻く数少ない側近には、斎藤十朗、山東昭子、藤井孝男、熊代昭彦 らがいた。河井克行は橋本を師と仰いでおり、橋本は河井と河井案里の結婚式の仲人を務めた。
マスコミからは「芝居上手」ともいわれていた。芝居がかった喋り方などの特徴から「橋龍さんは非常に芝居が上手い」などともいわれていた。首相時代に自民党のCMにも出演していた際にもその様子が窺える。
妻の久美子夫人は縁談で初めて会ったとき、龍太郎が自分のことばかり喋るので、自己顕示欲の強い性格だと思い、嫌なやつだと思ったという。首相になったときはまさか総理になるとはと思っていたという。
一方で、久美子夫人はインタビューで「実はわりと涙もろい人なんです」と橋本を評していて、実際に橋本の人情家としての側面を示す以下のようなエピソードがある。
橋本龍太郎は首相執務室の扉を閉めることをひどく嫌い、いつも扉を開いた状態にした。そして、廊下に誰が歩いてくるのかその人たちの足音を聞いた。また、橋本龍太郎は本人自らが頻繁に秘書室に行って顔をよく出したりした。
同僚議員の母親の葬儀の時には、橋本は直筆の弔辞を送るのが常であった。
また田勢康弘は、水俣病問題への対応の末に自死した山内豊徳（環境庁企画調整局長）の遺族に心のこもった手紙を宛てたエピソードなどを紹介しつつ、「橋本には『使用説明書（取扱説明書）』が必要だと常々思っている」と評している。この手紙の内容を知った佐高信は「（生意気、キザと思っていた）橋本に対する見方が変わった」という。
田中秀征は橋本内閣の経済企画庁長官時代に普天間基地返還問題に関して橋本が、「戦中も戦後もわれわれのために大きな苦難を担ってくれた沖縄の人たちに、できる限りのことをするのは当然だ。」と発言したことに身震いするような感動を受け、それまでキザなイメージが強かった橋本への人物感を改め尊敬するようになったという。名護市市長の比嘉鉄也が辺野古移設受け入れ表明とバーターで辞任したときには、「申し訳ない」と執務室で涙を流した。橋本が沖縄問題に精力的に取り組んだ背景には、沖縄戦で戦死した従兄の存在があるとされる。
橋本龍太郎は、95年の総裁選で総裁に選出された際、うっすら涙を浮かべていた。通商産業大臣に就任した塚原俊平は、橋本に会の報告に行った際の様子について、「ただ『有難う』といって、『僕も疲れたよ』とそんな感じでした。でもその後聞いたら、我々が帰った後で涙を流して喜んだということでした。おかしな人ですね。それなら私たちの目の前で喜べばいいのに。それが彼のシャイなところというか、パフォーマンスが下手な人ですね。」と述べている。
最後に総裁選に出馬したころは、テレビ座談会で司会の久米宏（「ニュースステーション」のニュースキャスター）に「（私を）睨まないでくださいよ」と言われて、橋本龍太郎は「睨んでないですよ。優しい眼差しを投げかけているんじゃないですか」と切り返す余裕も備わっていた。
当選前の猛勉強ぶりとその後の行動を見ていた俵孝太郎は、橋本のこれらの性格に関して、父の龍伍が障害者だったことから、健常者に負けないという障害者を抱えた家族特有の気負いが強かったことが、生意気と言われながらも、シャイで涙もろい要因だったのではと指摘している。

### 登山家として
橋本龍太郎は日本山岳会の会員でもあり、日本山岳ガイド協会の会長を長きにわたり務めた。登山も障害者だった父龍伍が、ハンディをはねのけて剣道同様に生涯取り組んだスポーツだった。1973年、第2次RCCのエベレスト南壁（現：南西壁）の遠征隊の総隊長を務めた。この他にも、多くの海外遠征登山隊の総隊長に就任したり、あるいは総指揮を担当した。生前、「七十歳になったら、もう一度エベレストに登りたい。君たちも夢を大事にして追いかけてほしい」と少年たちに語っていた。山岳写真家でもあり、派閥内部のゴタゴタを尻目にヒマラヤ遠征隊に参加して山岳写真を撮りに行って物議を醸した。
登山家の野口健とも親しかった。2000年にエベレストの清掃登山を行っていた野口健は、12年前に同じく登頂を果たした橋本総隊長のJPNテレビ登山隊（日中ネパール合同隊）が置いていった酸素ボンベを発見し、帰国後橋本の議員会館事務所を訪れて酸素ボンベを届けた。当初、橋本は野口を失礼な人間だと感じたが、これがきっかけで2人は親しくなり、野口は橋本を父親の様に慕っていたという。2006年正月に野口は橋本から「自分はもう登山は無理だから、これを持って行け。」と橋本愛用のピッケルを渡されたという。山をこよなく愛したことから、青山墓地にある一家の墓とは別にエベレストを望むネパールのタンポチェ村に慰霊碑がある。野口はヒマラヤ登山の度に訪れている。慰霊碑は2007年に完成し、同年3月30日に、日本からの関係者も出席して式典が営まれた。
橋本との縁で橋本没後、野口事務所には橋本龍太郎の当時公設秘書だった藤村健が環境アドバイザー・マネージャーとして入所している。
内閣総理大臣在任中の1997年に発生したペルー早稲田大学探検部員殺害事件の報に接して、1997年12月28日に記者団の前で橋本龍太郎は「ペルーはMRTAだけでなくほかにもテロ組織があって、当然、政府軍との間でピリピリしている。十分事前に準備して最小限にとどめる必要がある。十分事前に準備をできていたのか、冒険好きの僕からみると疑問に思う」と述べた。ただし、実際に殺害したのはペルーの正規軍兵士で、金銭目当ての犯行だった。橋本の発言に対し、早稲田大学探検部OBの船戸与一が厳しく反論し、探検部OB会有志47人の連名で、「内閣総理大臣・橋本龍太郎にたいする糾弾文」（原文ママ）を1998年1月26日発売の『週刊ポスト』183ページに意見広告として掲載した。

### 女性スキャンダル
橋本龍太郎は自民党幹事長に就任してからテレビによく出るようになった。選挙戦では、幹事長として各地の選挙区を飛び回り積極的に応援演説をした。そんなテレビに映った橋本の活躍は有権者たちに好感を与え、特に女性たちから人気を集めた。やがて、そんな橋本に女性関係の噂を指摘する声が多くなり、そのために首相になり損ねたことがあった、という意見がある。
宇野の退陣後に総理に就任した海部俊樹は回顧録で、金丸信から首相就任を持ち掛けられた際、「橋本はこれ（右手の小指）があるから駄目だ」と言われたために、その後、金丸が橋本に直接確認のために質したところ、橋本は「残念ながら、おれにはあるんだ」と答えたと回想している。もっとも久美子夫人の立ち振る舞いもあってか、この橋本の女性関係の噂は政治的スキャンダルに発展することはなかった。
1990年に銀座ホステスとの関係が週刊誌で「橋本龍太郎の一夜妻」として取り上げられ、総理在任中の1996年に当人が暴露本を出版しマスコミを賑わせた。
「諸君!」1998年6月号で、加藤昭は橋本龍太郎が総理在任中に中華人民共和国の女性官僚と関係があったと報じた。これについて橋本側は、女性は中国大使館に勤務する通訳であり、職務上接点があっただけと釈明したが、女性は北京市公安局の情報工作員であったといわれる。なお、橋本龍太郎は日中友好団体の日本国際貿易促進協会会長を務めており、中国へのODA事業などを積極的に進めていた。
「文藝春秋」（2008年9月特別号）では、米原万里に橋本から関係を迫られたと聞いたとする佐藤優の記事が掲載された。米原万里は橋本が総理在任中のモスクワ外遊時に通訳を務めていた。佐藤優は後に自著『インテリジェンス人間論』においても同様の記述をしている。両者とも故人のため、コメントは得られていない。

## 略歴
- 1937年7月 - 東京渋谷区に大蔵官僚・橋本龍伍、春の長男として生まれる[注釈 8]。
- 1950年3月 - 大田区立田園調布小学校卒業
- 1953年3月 - 麻布中学校卒業
- 1956年3月 - 麻布高等学校卒業
- 1960年
  - 3月 - 慶應義塾大学法学部政治学科卒業
  - 4月 - 呉羽紡績株式会社（現：東洋紡）に入社
- 1963年
  - 4月 - 衆議院議員西村英一秘書
  - 7月 - 小林武治厚生大臣秘書官
  - 11月 - 父の後を継ぎ、衆議院旧岡山2区より出馬、初当選
- 1964年8月 - 自民党学生部長
- 1966年8月 - 党産業労働部長
- 1968年1月 - 党内閣部会副部会長
- 1969年1月 - 党国民生活局次長
- 1970年1月 - 厚生政務次官（第3次佐藤内閣）
- 1971年7月 - 党環境部会副部会長、党国民運動本部副本部長
- 1972年
  - 7月 - 党社会部会長　党医療基本問題調査会副会長
  - 12月 - 党全国組織委員会遊説局長
- 1975年9月 - 党ライフサイクル調査会副会長
- 1976年12月 - 衆議院社会労働委員長
- 1977年9月 - 党岡山県連会長
- 1978年12月 - 厚生大臣（第1次大平内閣）
- 1980年8月 - 党行財政調査会会長　党社会保障調査会副会長
- 1981年11月 - 党国際経済対策特別調査会副会長
- 1984年3月 - 党医療基本問題調査会会長
- 1986年7月 - 運輸大臣（第3次中曽根内閣）
- 1987年11月 - 党幹事長代理
- 1989年
  - 6月 - 党幹事長
  - 8月 - 大蔵大臣（第1次海部内閣）
- 1990年
  - 2月 - 大蔵大臣に留任（第2次海部内閣）
  - 12月 - 大蔵大臣に留任（第2次海部改造内閣）
- 1991年10月 - 大蔵大臣の辞意を表明
- 1993年
  - 2月 - 党環境基本問題調査会会長
  - 8月 - 党政調会長
- 1994年6月 - 通商産業大臣（村山内閣）
- 1995年
  - 9月 - 党総裁
  - 10月 - 副総理兼通商産業大臣（村山改造内閣）
- 1996年1月 - 内閣総理大臣
- 1998年7月 - 参院選の敗北を受けて首相を辞任。後任の小渕内閣で外交最高顧問に就任
- 2000年
  - 7月 - 平成研究会会長就任
  - 12月 - 行政改革担当大臣・沖縄開発庁長官（第2次森改造内閣 (中央省庁再編前)）
- 2001年
  - 1月 - 行政改革担当大臣、沖縄及び北方対策担当大臣（第2次森改造内閣 (中央省庁再編後)）
  - 4月 - 規制改革担当大臣 （第2次森改造内閣 (中央省庁再編後)）
- 2003年5月 - 党沖縄振興委員会委員長
- 2004年2月 - 国連のコフィー・アナン事務総長に要請され、国連「水と衛生に関する諮問委員会」の議長に就任
- 2005年8月 - 郵政解散後、総選挙不出馬=政界引退を表明。連続14回当選。次男・橋本岳が後継者となるが、郵政選挙での柚木道義との新人対決に惜敗した。岳は比例復活となった。
- 2006年7月1日 - 東京都新宿区の国立国際医療センターで死去。68歳没。

## 選挙歴
| 当落 | 選挙                   | 執行日         | 年齢 | 選挙区    | 政党       | 得票数     | 得票率 | 定数 | 得票順位 /候補者数 | 政党内比例順位 /政党当選者数 |
| ---- | ---------------------- | -------------- | ---- | --------- | ---------- | ---------- | ------ | ---- | ------------------ | ---------------------------- |
| 当   | 第30回衆議院議員総選挙 | 1963年11月21日 | 26   | 旧岡山2区 | 自由民主党 | 7万4564票  | 18.88% | 5    | 2/8                | /                            |
| 当   | 第31回衆議院議員総選挙 | 1967年01月29日 | 29   | 旧岡山2区 | 自由民主党 | 6万665票   | 15.25% | 5    | 5/8                | /                            |
| 当   | 第32回衆議院議員総選挙 | 1969年12月27日 | 32   | 旧岡山2区 | 自由民主党 | 7万7489票  | 17.67% | 5    | 1/9                | /                            |
| 当   | 第33回衆議院議員総選挙 | 1972年12月10日 | 35   | 旧岡山2区 | 自由民主党 | 6万5489票  | 14.17% | 5    | 3/8                | /                            |
| 当   | 第34回衆議院議員総選挙 | 1976年12月05日 | 39   | 旧岡山2区 | 自由民主党 | 6万1157票  | 12.42% | 5    | 5/8                | /                            |
| 当   | 第35回衆議院議員総選挙 | 1979年10月07日 | 42   | 旧岡山2区 | 自由民主党 | 10万4395票 | 20.09% | 5    | 1/9                | /                            |
| 当   | 第36回衆議院議員総選挙 | 1980年06月22日 | 42   | 旧岡山2区 | 自由民主党 | 10万9964票 | 20.93% | 5    | 1/8                | /                            |
| 当   | 第37回衆議院議員総選挙 | 1983年12月18日 | 46   | 旧岡山2区 | 自由民主党 | 8万5647票  | 16.48% | 5    | 2/9                | /                            |
| 当   | 第38回衆議院議員総選挙 | 1986年07月06日 | 48   | 旧岡山2区 | 自由民主党 | 13万2067票 | 26.22% | 5    | 2/6                | /                            |
| 当   | 第39回衆議院議員総選挙 | 1990年02月18日 | 51   | 旧岡山2区 | 自由民主党 | 17万7693票 | 31.97% | 5    | 1/7                | /                            |
| 当   | 第40回衆議院議員総選挙 | 1993年07月18日 | 55   | 旧岡山2区 | 自由民主党 | 15万714票  | 28.38% | 5    | 1/7                | /                            |
| 当   | 第41回衆議院議員総選挙 | 1996年10月20日 | 59   | 岡山4区   | 自由民主党 | 15万2595票 | 68.00% | 1    | 1/3                | /                            |
| 当   | 第42回衆議院議員総選挙 | 2000年06月25日 | 62   | 岡山4区   | 自由民主党 | 12万8888票 | 65.60% | 1    | 1/3                | /                            |
| 当   | 第43回衆議院議員総選挙 | 2003年11月09日 | 66   | 岡山4区   | 自由民主党 | 10万4653票 | 56.50% | 1    | 1/3                | /                            |

## 栄典
死後、正二位大勲位菊花大綬章を追贈（死去した7月1日にさかのぼって贈られる）。

## 著書
- 『馬越恭平』山陽図書出版、1976年2月10日。
- 『Vision of Japan : わが胸中に政策ありて』KKベストセラーズ、1993年12月5日。ISBN 4584181624。 - 翌年に英文版も出版
- 『政権奪還論』講談社、1994年4月19日。ISBN 4062070065。
- 『燃える剣―橋本龍太郎の青春秘話』日本出版放送企画 1996年 ISBN 4795253412
- 『橋本龍太郎外交回顧録』五百旗頭真・宮城大蔵編、岩波書店 2013年

## 家族・親族

### 橋本家
（岡山県総社市・倉敷市、東京都渋谷区・港区）
- 曽祖父・源三郎（岡山県平民[91]）

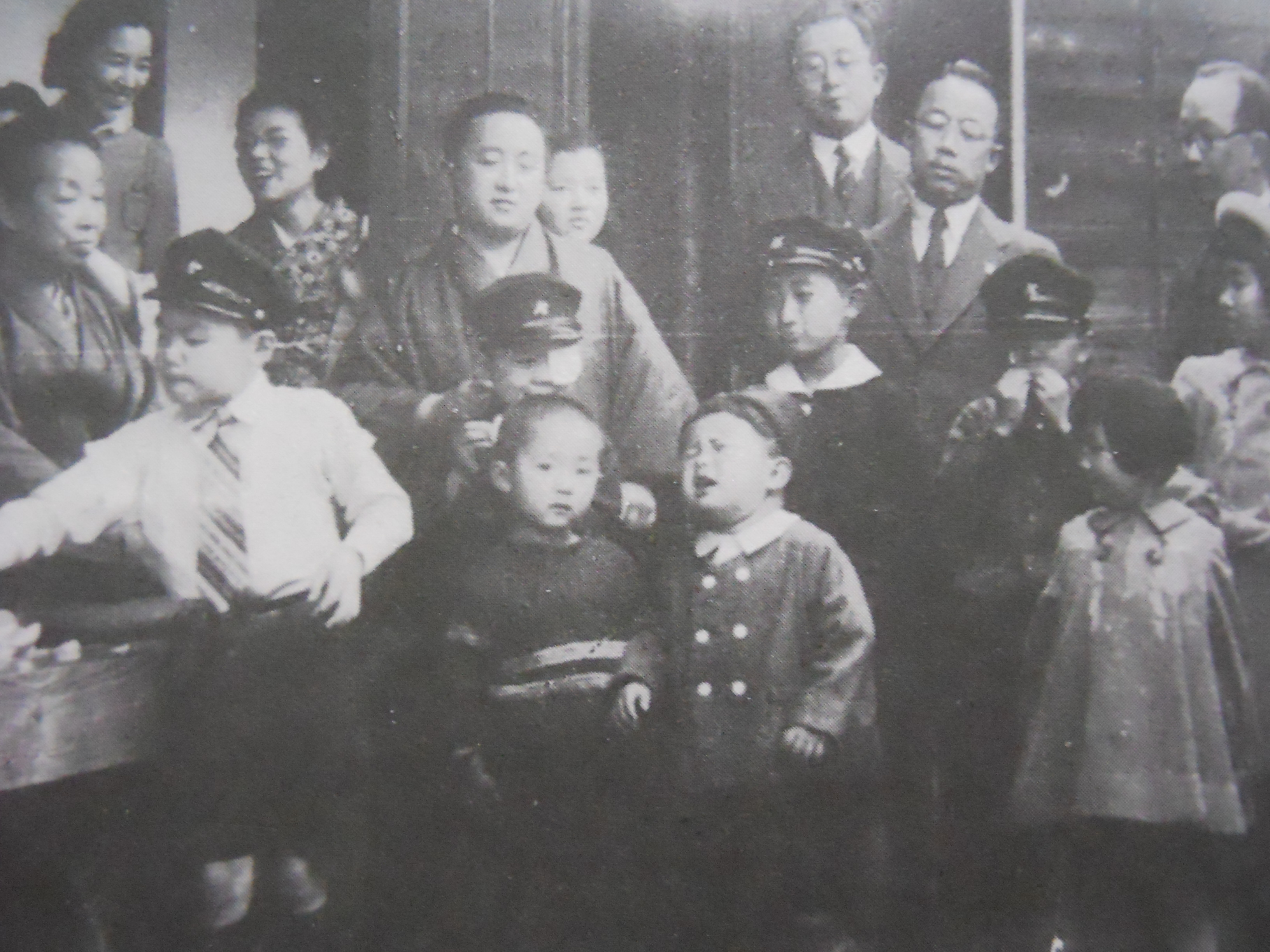
橋本家の人々、昭和16（1941年）撮影

- 祖父・卯太郎（東京府平民[91]、実業家・大日本麦酒の元常務）
- 祖母・真都（熊本藩士石光真民の娘、恵比寿麦酒支配人石光真澄・陸軍少佐、諜報活動家石光真清・陸軍中将石光真臣の妹、陸軍主計総監男爵野田豁通の姪）

石光家は旧藩時代、熊本藩主細川家に仕えた武家だった。石光家の身分は軽かったが、細川家が肥後入国の時からお供をした家柄であり、代々殿のお側に奉仕していたから特別の取り扱いを受けていた。
- 父・龍伍（官僚、政治家）

左から弟・大二郎、父・龍伍、母・正、龍太郎
（昭和31年（1956年）、慶應大学入学時に家族と記念撮影）

- 実母・春子（埼玉県、官僚・弁護士大野緑一郎の長女）
- 継母・正（兵庫県、官僚・政治家若宮貞夫の四女）
- 弟・大二郎（政治家、元高知県知事）
- 妻・久美子（実業家・渋沢栄一の玄孫。元不二音響社長中村久次の長女）
- 長男・龍[93](1969/3/8-[94])
- 次男・岳（政治家、元厚生労働副大臣）
- 長女・井上寛子[95](1967年8月15日生[94])
- 次女・片岡厚子(1971年9月12日生[94])
- 三女・旦子[96](1980年6月4日生[94])

- 伯父・叔父

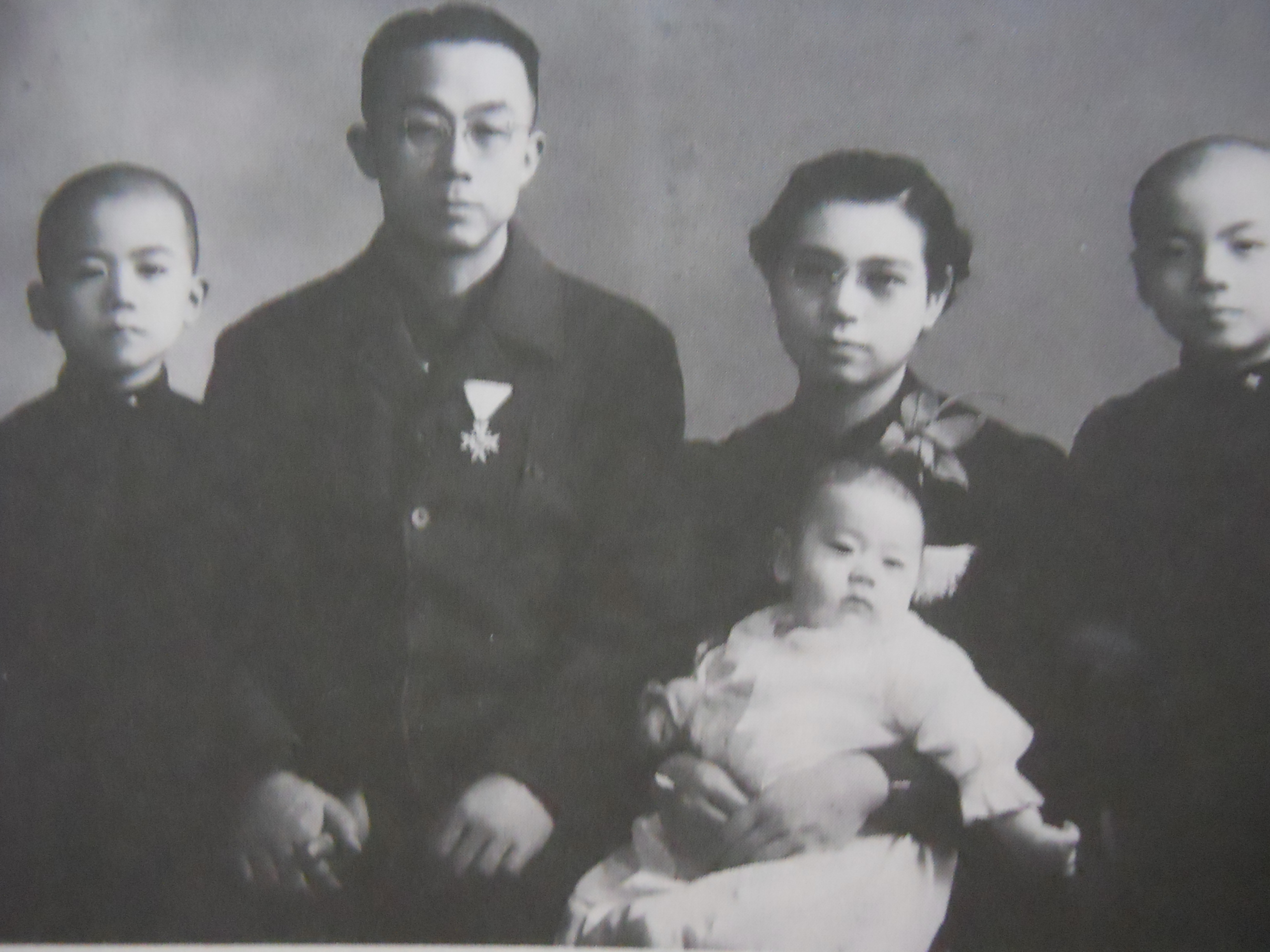
左から橋本明、橋本乾三、母・千代に抱かれる橋本宏、橋本實

  - 橋本宇一（学者、元東京高等工業学校長、科学技術庁金属材料研究所初代所長）
  - 橋本宙二（軍人、元海軍大佐、実業家）
  - 橋本乾三（検事）
  - 橋本虎六（学者、元東北大学教授）など
- 従兄弟
  - 橋本明（ジャーナリスト）
  - 橋本宏（外交官）
  - 橋本敬太郎（学者、現横浜薬科大学臨床薬学科／臨床薬理学研究室（教授））など

### 石光家
（熊本県熊本市、東京都）

### 人脈
広瀬隆によれば、「彼の先代の人脈は、一見して分るように、陸軍中将が三人と、海軍少佐、朝鮮総督府政務総監らに囲まれた軍人一家であった。妻・中村久美子も満鉄総裁中村雄次郎の曾孫にあたる。」という。

### 系譜
| 橋本龍太郎 | 父： 橋本龍伍 | 祖父： 橋本卯太郎 | 曽祖父： 橋本源三郎 |
| 橋本龍太郎 | 父： 橋本龍伍 | 祖父： 橋本卯太郎 | 曽祖母： -          |
| 橋本龍太郎 | 父： 橋本龍伍 | 祖母： 橋本真都   | 曽祖父： 石光真民   |
| 橋本龍太郎 | 父： 橋本龍伍 | 祖母： 橋本真都   | 曽祖母： 石光守家   |
| 橋本龍太郎 | 母： 橋本春子 | 祖父： 大野緑一郎 | 曽祖父： 大野安之助 |
| 橋本龍太郎 | 母： 橋本春子 | 祖父： 大野緑一郎 | 曽祖母： -          |
| 橋本龍太郎 | 母： 橋本春子 | 祖母： 大野テル   | 曽祖父： 多羅尾篤吉 |
| 橋本龍太郎 | 母： 橋本春子 | 祖母： 大野テル   | 曽祖母: -           |